# トルボヴリェ
トルボヴリェ（Trbovlje, ドイツ語：Trifail）は、スロベニアの町であり、そして地方行政区画としての市でもある。町の名前はサヴァ川のタルボブリェ渓谷から由来した。

## 概要
トルボヴリェは石炭の豊富な埋蔵量と、3つの発電所のうちの1つが所有する煙突 - トルボヴリェ煙突 - で知られている。それは、ヨーロッパで最も高い煙突(360m)である。この数年では、トルボヴリェのセメント工場において建てるように指定された共同焼却施設のせいで悪名高くなった。
音楽バンド・ライバッハ (バンド)  は ユーゴスラビア時代のトルボヴリェで誕生した。

## 出身者
- カティア・ポズン - スキージャンプ選手